# Значковський Павло Миколайович
Павло Миколайович Значко́вський (нар. 1888 — пом. 12 березня 1942, Фрунзе) — російський актор.

## Біографія
Народився у 1888 році. Упродовж 1913–1941 (з перервою) років працював у театрі «Соловцов», Другому театрі Української Радянської Республіки імені Леніна, театрах комедії та російської драми у Києві. У 1927 році грав у Катерининському театрі у Кременчуці (антрепренер В. М. Дагмаров); у 1928 році актор театру в Сталіно.
Помер 12 березня 1942 року, перебуваючи в евакуації в Фрунзе (нині Бішкек, Киргизстан).

## Творчість
театральні ролі
- Подкольосін («Одруження» Миколи Гоголя);
- Расплюєв («Весілля Кречинського» Олександра Сухово-Кобиліна);
- Омелян Карпович («Отрута» Анатолія Луначарського);

у кіно
- другий хуліган («Віра Чеберяк (фільм», 1917);
- Кривоносов («Аристократка», 1924, Всеукраїнське фотокіноуправління, Одеса);
- Дуваров («Іванко та «Месник»», 1926, Всеукраїнське фотокіноуправління, Київ);
- касир («Справжній кавказець», 1931)[2].